# نيمانيا بيشوفيتش
نيمانيا بيشوفيتش (بالصربية: Немања Бешовић) مواليد 8 يونيو 1992 في بودغوريتسا، صربيا والجبل الأسود، هو لاعب كرة سلة صربي. بدأ مسيرته الاحترافية في سنة 2007. لعب مع نادي بارتيزان لكرة السلة وسبيرو شارلوروا.

## روابط خارجية
- نيمانيا بيشوفيتش على موقع الاتحاد الدولي لكرة السلة (الإنجليزية)
- نيمانيا بيشوفيتش على موقع الدوري الأوروبي لكرة السلة (الإنجليزية)
- نيمانيا بيشوفيتش على موقع الدوري التايواني الممتاز لكرة السلة (الصينية)
- نيمانيا بيشوفيتش على موقع كرة السلة الأوروبية.كوم (الإنجليزية)
- نيمانيا بيشوفيتش على موقع ريلجم (الإنجليزية)
- نيمانيا بيشوفيتش على موقع بروبوليرز (الإنجليزية)
- نيمانيا بيشوفيتش على موقع سبورتس رفرنس (الإنجليزية)